# Дух
Дух — принцип життя в енергії в людині і тваринах, певного часу вважався (і вважається в певних колах сьогодні) істотою, яка складається з особливо витонченої субстанції, такої як дихання чи тепле повітря, відокремлюваної від тіла, таємничої за природою, і приписуваної божественному походженню.

## Усі значення
- Об'єкт («організм»), під яким розуміється частина людської істоти, яка є нетілесною і невидимою і характеризується розумовими здібностями, особистістю, самосвідомістю, і волею; іншими словами просто розум протиставлений тілу.

- Субстанція чи універсальний аспект реальності, який вважається незалежним від матерії, і якій він є також протилежним.

- У Біблії — творча та животворна сила чи божественний вплив Бога (Йоіла 2:28).

- Раціональна, надприродна істота без матеріального тіла, як янгол, демон, ельф, фея і т. д.; більш специфічно — така ж істота з певним характером чи особливим місцеперебуванням, чи полем дії: злий дух.

- Відокремлена від тіла душа, уважна, як очевидною для відчуттів, часто як видима чи що має якийсь вид матеріального тіла: привид, мара: Гамлет бачив дух свого батька.

- Особа, що розглядається у відношенні до будь-якої особливої діяльності, характеристики чи темпераменту: ведучий дух в громаді.

- Стан розуму, настрій, темперамент: Успіх підняв його духа

- Жвавість або енергія; пристрасть; ривок; стрімкий дух; вогонь: напад зроблений з духом.

- Гаряча вірність чи відданість: шкільний дух

- Емоційна частина чи почуттєва частина людини; іншими словами просто серце.

- Характерний темперамент чи нахил періоду або руху: дух Реформації.

- В середньовічній фізіології, один з трьох ступенів духа з яких складається людське тіло: природний дух, розміщений в печінці, якому підпорядковуються процеси харчування, росту та розмноження; життєвий дух, розміщений в серці, і який циркулює тепло і життя через тіло; тваринний дух, розташований в мозку, який керує мисленням і передає здатність руху і відчуттів до і через нерви.
- Дихання; життя

## У фольклорі

### Спрайт
Спрайт (англ. «Sprite») — це надприродна істота в європейській міфології. Їх часто зображують у вигляді казкових істот або у вигляді ефірної сутності.
Слово «спрайт» походить від латинського «spiritus» («дух») через французьке «esprit». Варіації цього терміна включають «spright» і кельтське «spriggan». У європейському фольклорі цей термін переважно вживають щодо ельфів і фей, а в сучасній англійській мові рідко вживають стосовно духів.
Віра у Спрайтів

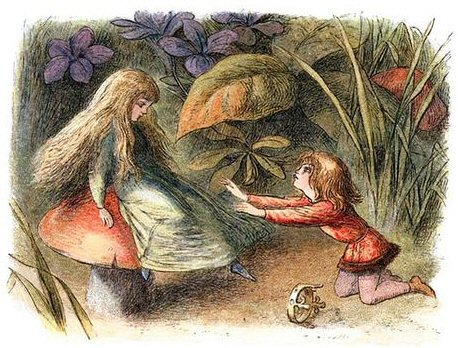
Принц дякує духу Води, із твору «Принцеси Нікого: Казка про казкову країну» (1884) Ендрю Ленга (ілюстрація Річарда Дойла)

Віра в мініатюрних істот, таких як спрайти, ельфи, феї тощо, була поширена в багатьох частинах світу, і певною мірою все ще може зустрічатися в неодуховних і релігійних рухах, таких як «неодруїдизм» та «Асатру». У деяких елементальних магіях спрайт часто вважається елементалем повітря (див. також Сильф).
Дух Води (Спрайт)

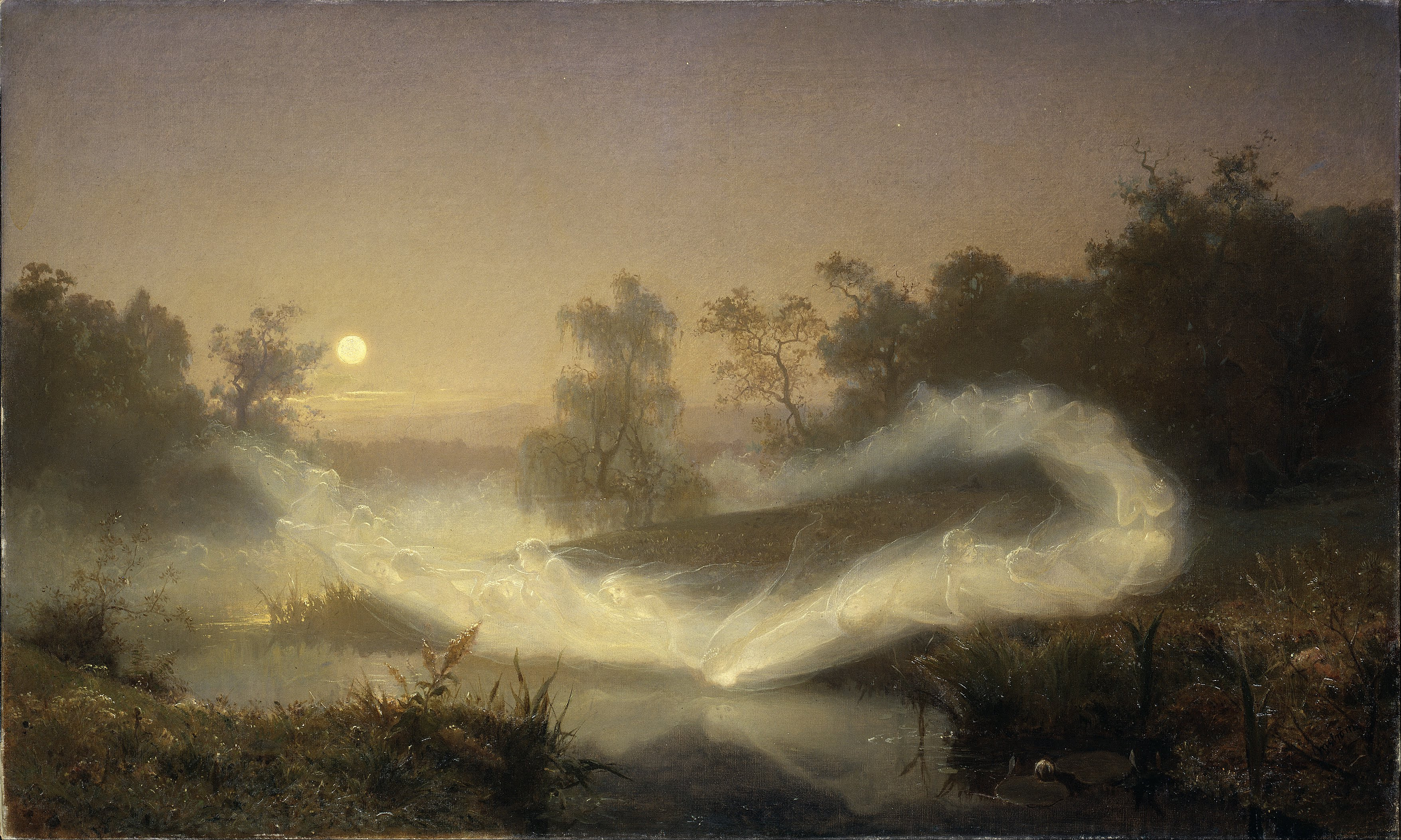
«Танцюючі феї» шведського художника Августа Мальмстрема

За словами алхіміка Парацельса, водяний дух (також званий водяною феєю) — це загальний термін яким позначають духа елементала пов'язаного зі стихією води. Кажуть, що водяні спрайти можуть дихати водою або повітрям, а іноді й літати.
Ці істоти існують у міфології різних груп. Стародавні греки знали кілька типів водяних німф, таких як наяди (або ніяди), які були божественними істотами, які правило знаходилися в одному місці і таким чином відрізнялися від богів або фізичних істот. У Слов'янській міфології вони знані як Самовіли.
Водяні духи відрізняються від матеріальних істот, таких як селкі, морські діви та сирени, оскільки вони не є суто фізичними істотами й більше схожі на місцевих божеств, ніж на тварин.